# Veddelkanalbrücke
Die Veddelkanalbrücke ist eine denkmalgeschützte Straßenbrücke, die auf dem Kleinen Grasbrook im Hamburger Hafen den gleichnamigen Kanal überquert. Da unmittelbar daneben eine Eisenbahnbrücke die Schienen der Hafenbahn über den Veddelkanal führt, spricht man auch von den Veddelkanalbrücken.
Die Stahlbrücke führt die Klütjenfelder Straße über den Veddelkanal und den Klütjenfelder Hafen. Die Veddelkanalbrücke ist mit der Nummer 14516 von der Hamburger Behörde für Kultur und Medien als Baudenkmal erfasst.
Erhebliche Schäden an Stützbalken und Widerlagern führten dazu, dass die Hamburg Port Authority, in deren Zuständigkeitsbereich die Brücke fällt, sich zum Neubau der Veddelkanalbrücke entschied. Eine entsprechende Ausschreibung erfolgte im Februar 2018. Planungsgemäß beinhaltet der Ersatzneubau einen Radweg. Die Veddelkanalbrücke wird täglich von 1.000 Radfahrern genutzt.